# Crysencio Summerville
Crysencio Summerville, né le 30 octobre 2001 à Rotterdam aux Pays-Bas, est un footballeur néerlandais, qui joue au poste d'ailier droit à West Ham United.

## Biographie

### Débuts aux Pays-Bas
Né à Rotterdam aux Pays-Bas, Crysencio Summerville est formé dans l'un des clubs de sa ville natale, le Feyenoord Rotterdam. Il signe son premier contrat professionnel le 27 mars 2018. C'est avec le FC Dordrecht, en deuxième division, où il est prêté lors de la deuxième partie de la saison 2018-2019, qu'il débute en professionnel. Le 13 janvier 2019, il joue son premier match en professionnel, lors d'une lourde défaite en championnat de son équipe face au FC Den Bosch (2-6). Il joue en tout 18 matchs et inscrit cinq buts avec le FC Dordrecht.
Le 30 août 2019, il est prêté à l'ADO La Haye pour la saison 2019-2020. Le 31 août 2019, Summerville joue son premier match en Eredivisie, lors d'une victoire de son équipe face au VVV Venlo (1-0). Le 26 octobre de la même année, il inscrit son premier but pour l'ADO La Haye, face au Vitesse Arnhem, en ouvrant très tôt le score dans la partie, dès la deuxième minute de jeu. Son équipe s'impose finalement sur le score de deux buts à zéro ce jour-là.

### Leeds United
Le 16 septembre 2020 Crysencio Summerville s'engage avec Leeds United pour un contrat courant jusqu'en juin 2023. Il est dans un premier temps intégré à l'équipe réserve du club. Summerville joue son premier match en équipe première le 17 septembre 2021, à l'occasion d'une rencontre de Premier League contre Newcastle United. Il entre en jeu à la place de Raphinha et les deux équipes se neutralisent (1-1 score final),.
Summerville se fait remarquer le 29 octobre 2022 en inscrivant le but vainqueur de Leeds contre le Liverpool FC, en championnat. Titularisé, il marque en fin de match sur un service de Patrick Bamford et permet aux siens de l'emporter (1-2 score final). Cette victoire de Leeds, la première à Anfield depuis 2001, met également un terme à une série d'invisibilité de 29 matchs de Liverpool dans son antre en Premier League,,.
Le 21 octobre 2023, Summerville se distingue en réalisant son premier doublé en professionnel, lors d'une rencontre de championnat contre Norwich City. Il est titularisé sur le côté gauche et permet à son équipe de s'imposer alors que celle-ci était menée au score (2-3 score final),. 

### West Ham United
Le 3 août 2024, Crysencio Summerville rejoint West Ham United, club situé à Londres. Il signe un contrat de quatre ans, soit jusqu'en juin 2029, avec une année supplémentaire en option.
Summerville inscrit son premier but pour West Ham le 27 octobre 2024, à l'occasion d'une rencontre de Premier League face à Manchester United. Entré en jeu à la place de Carlos Soler, il ouvre le score et contribue à la victoire de son équipe par deux buts à un,.

### En sélection
Avec les moins de 16 ans, il inscrit un but lors d'un match amical contre le Japon, en juin 2017.
Avec les moins de 17 ans, il participe au championnat d'Europe des moins de 17 ans 2018 qui se déroule en Angleterre. Il joue cinq matchs lors de cette compétition, et se met en évidence en inscrivant un but face à l'Allemagne le 5 mai, lors du premier match joué par les Néerlandais (victoire 0-3 des Pays-Bas). Les Pays-Bas sortent vainqueur de ce tournoi, en battant en finale l'Italie aux tirs au but, après que les deux formations se soient neutralisées (2-2).
Avec les moins de 18 ans, il inscrit un but lors d'un match amical contre le République tchèque, en octobre 2018.
Avec les moins de 19 ans, Summerville réalise une performance remarquable le 11 octobre 2019, en marquant quatre buts face à la Lettonie. Les Pays-Bas s'imposent largement ce jour-là, sur le score de huit buts à deux.

## Palmarès

### En sélection
Pays-Bas -17 ans
- Vainqueur du championnat d'Europe des moins de 17 ans
  - 2018

### Distinctions personnelles
- Joueur de la saison du Championship en 2024 (EFL)[22].
- Membre de l'équipe-type de Championship en 2024 (EFL)[22].